# Stazione di Reichenau-Tamins
La stazione di Reichenau-Tamins è la stazione passante della ferrovia del Bernina ed è il punto di diramazione della ferrovia dell'Engadina, gestite dalla Ferrovia Retica.
È posta nel centro abitato di Tamins e serve anche il limitrofo comune di Reichenau.

## Storia
La stazione entrò in funzione nel 1896 insieme alla tratta Pontresina-Morteratsch della linea Landquart-Coira-Thusis della Ferrovia Retica.
Nel 1903 dopo il completamento della tratta Reichenau-Ilanz della ferrovia Reichenau-Disentis, la stazione divenne di diramazione.